# منزل زينت الملك
منزل زينت الملك (بالفارسية: خانه زینت‌الملک) هو منزل تاريخي يعود إلى عصر القاجاريون، ويقع في شيراز.

## معرض الصور

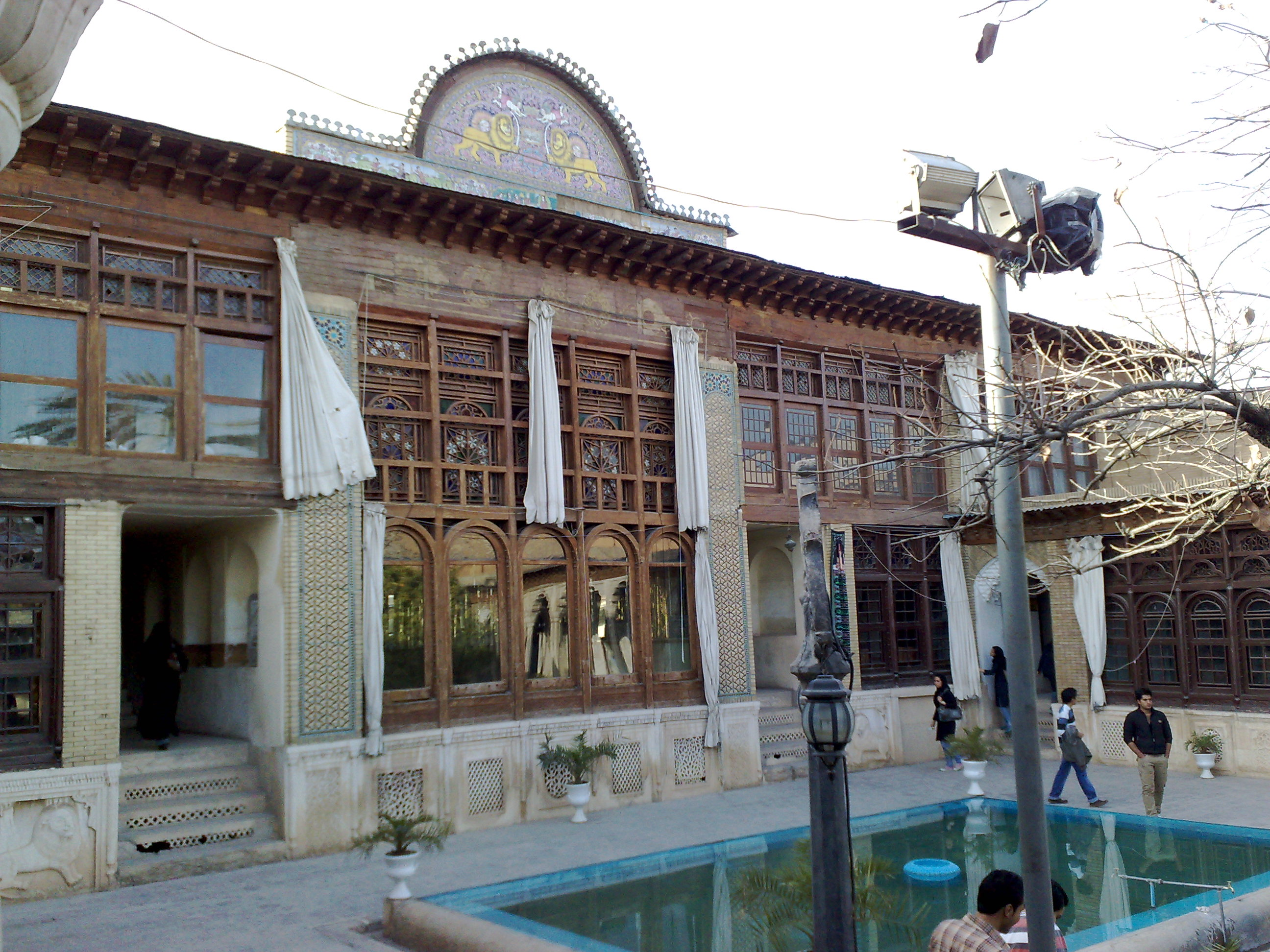
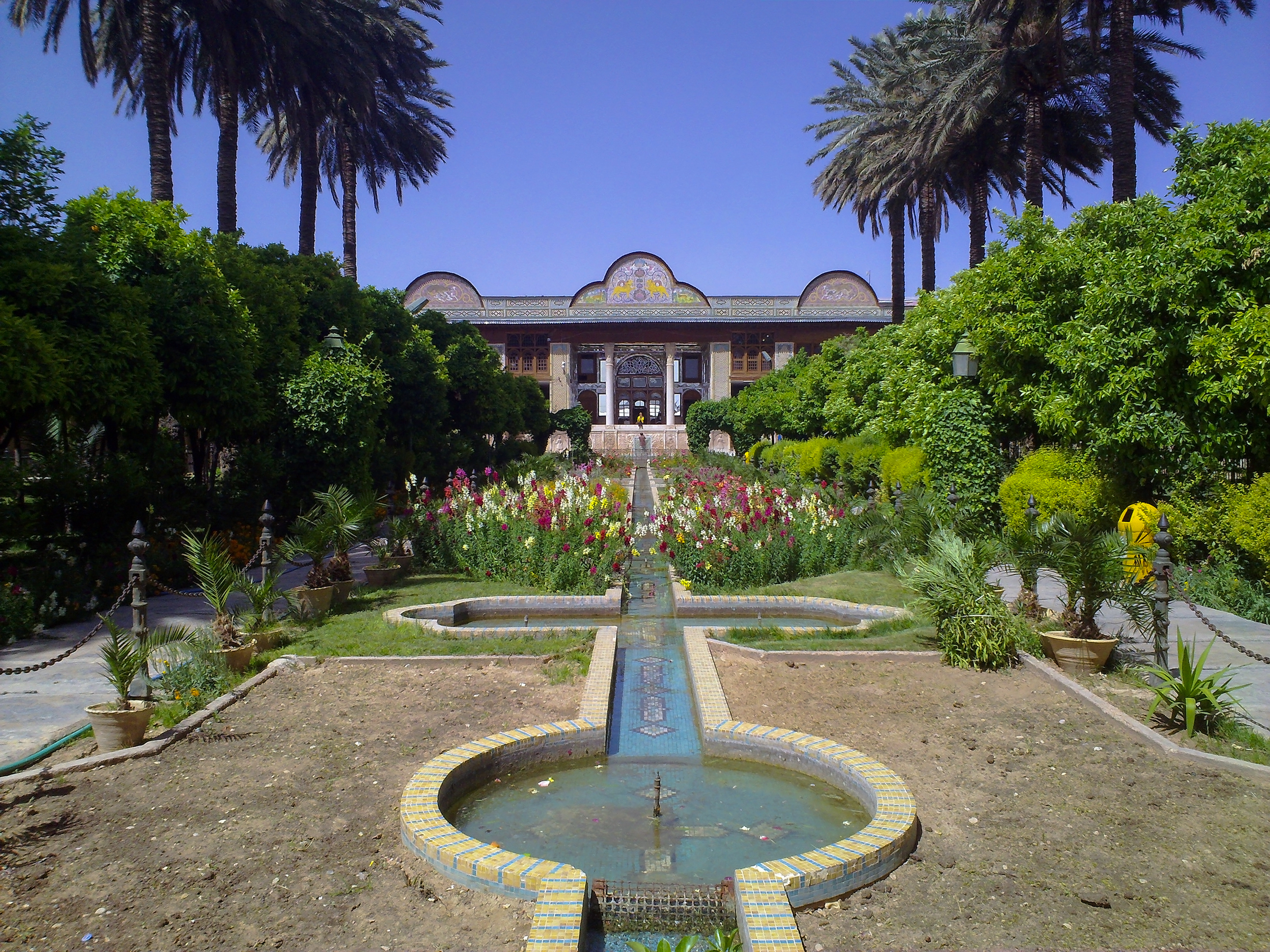
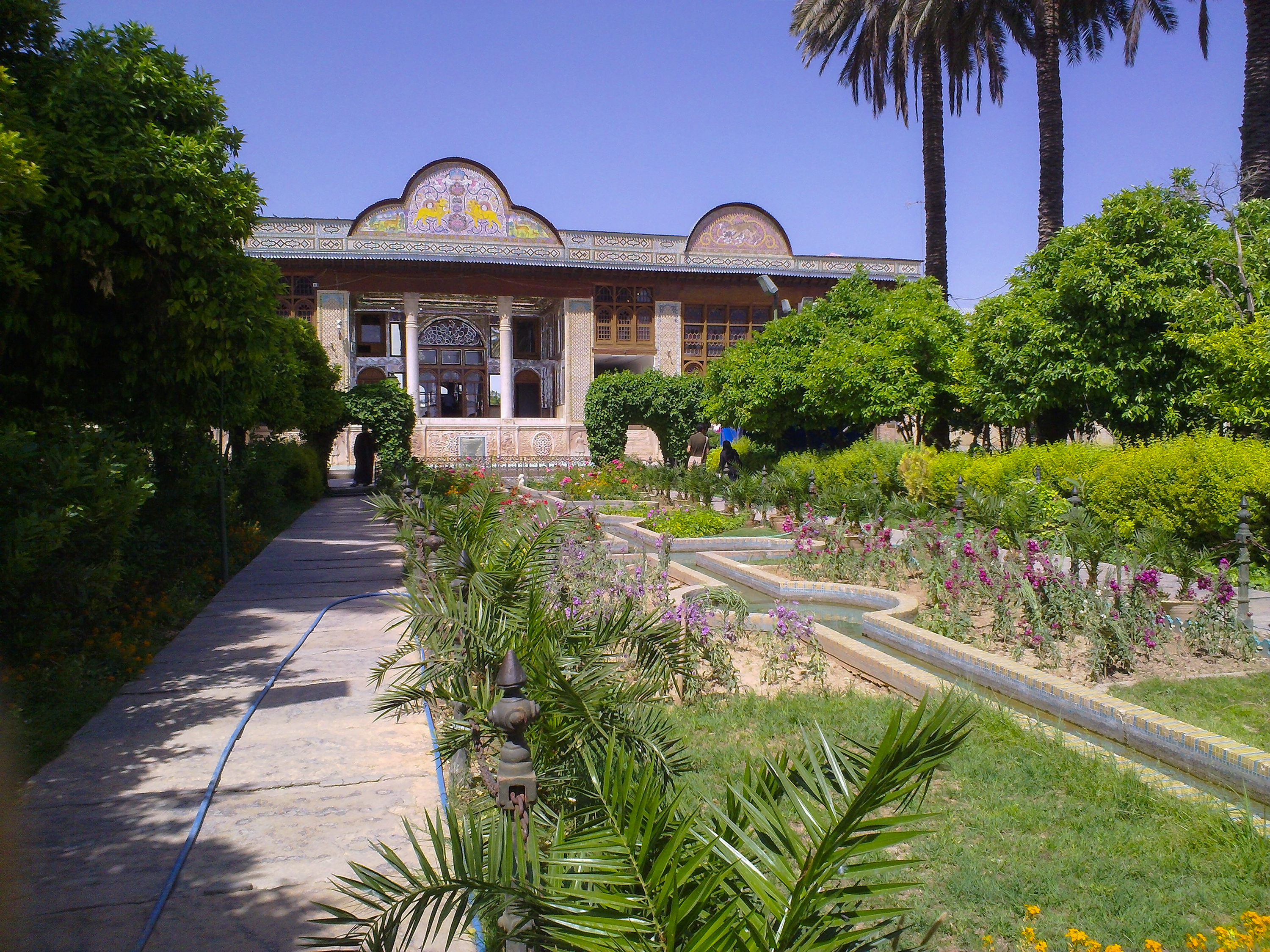
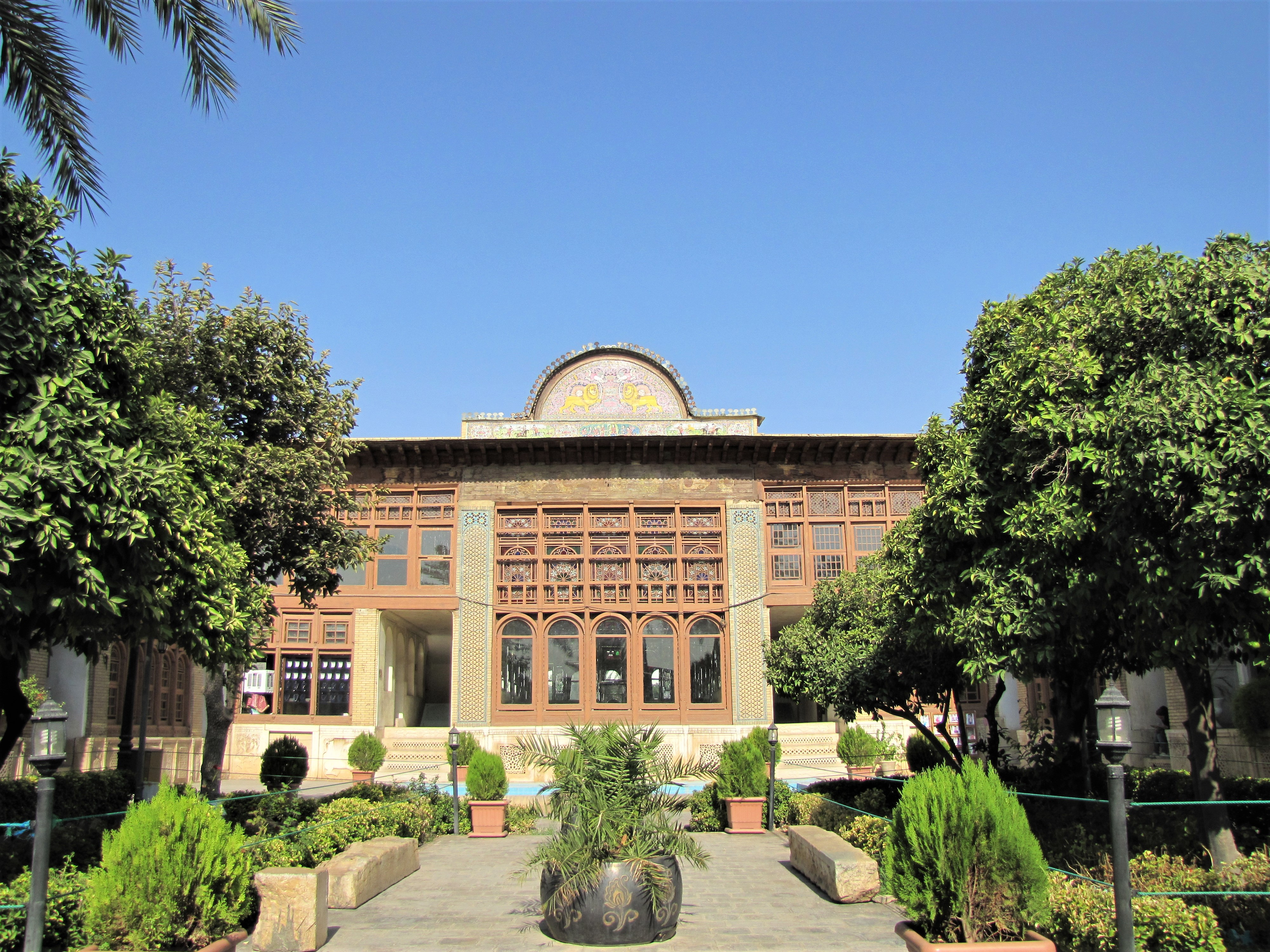
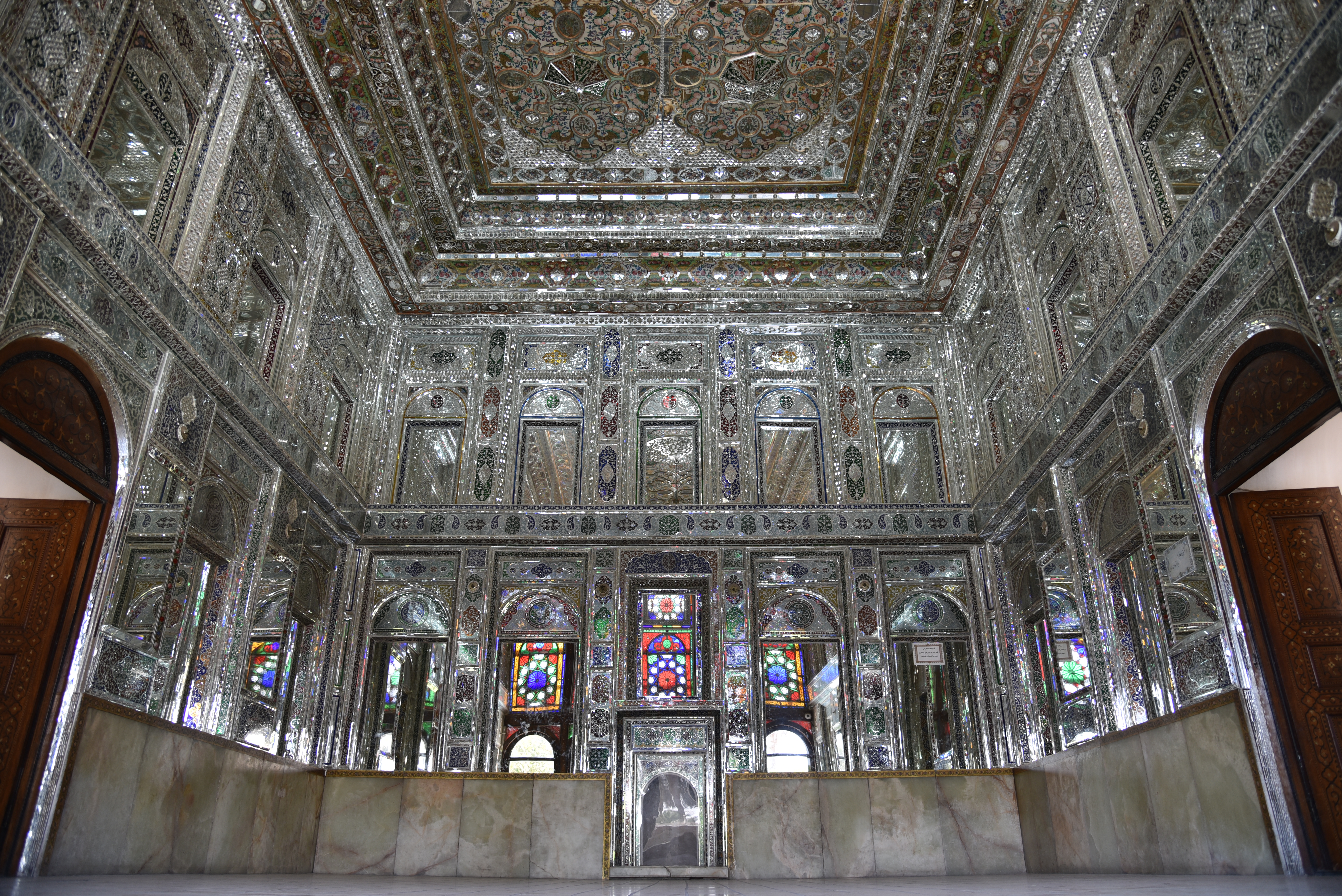
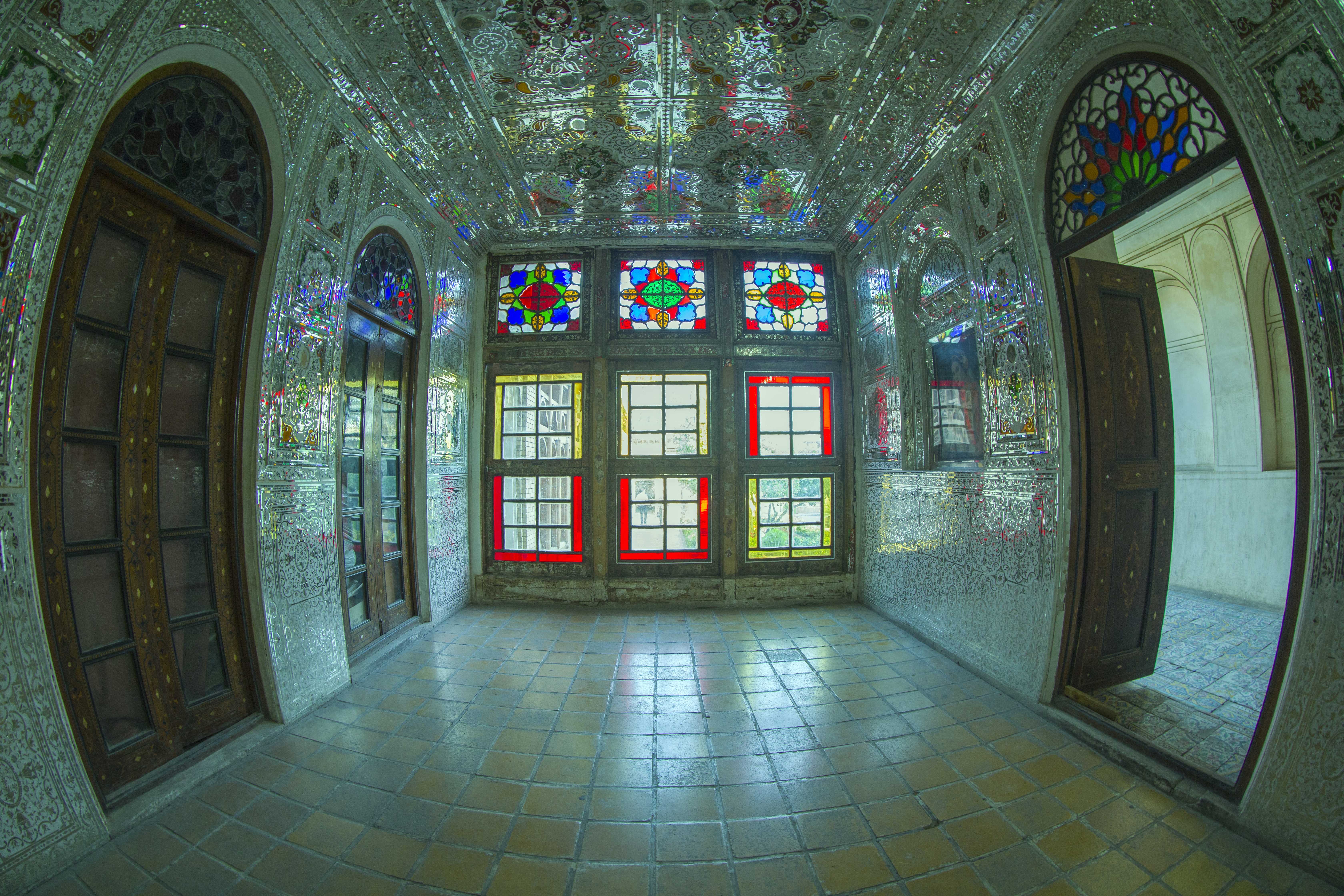
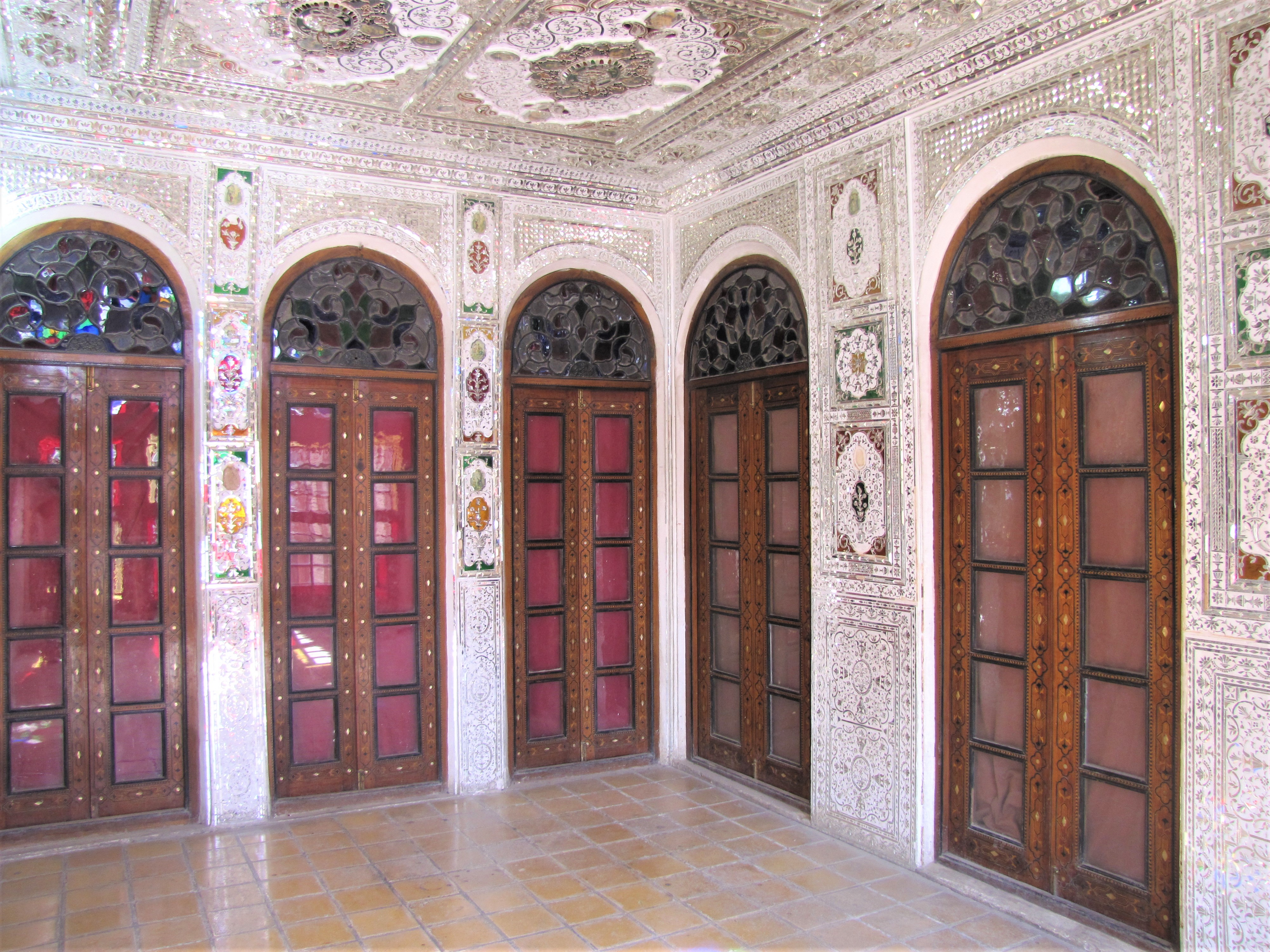
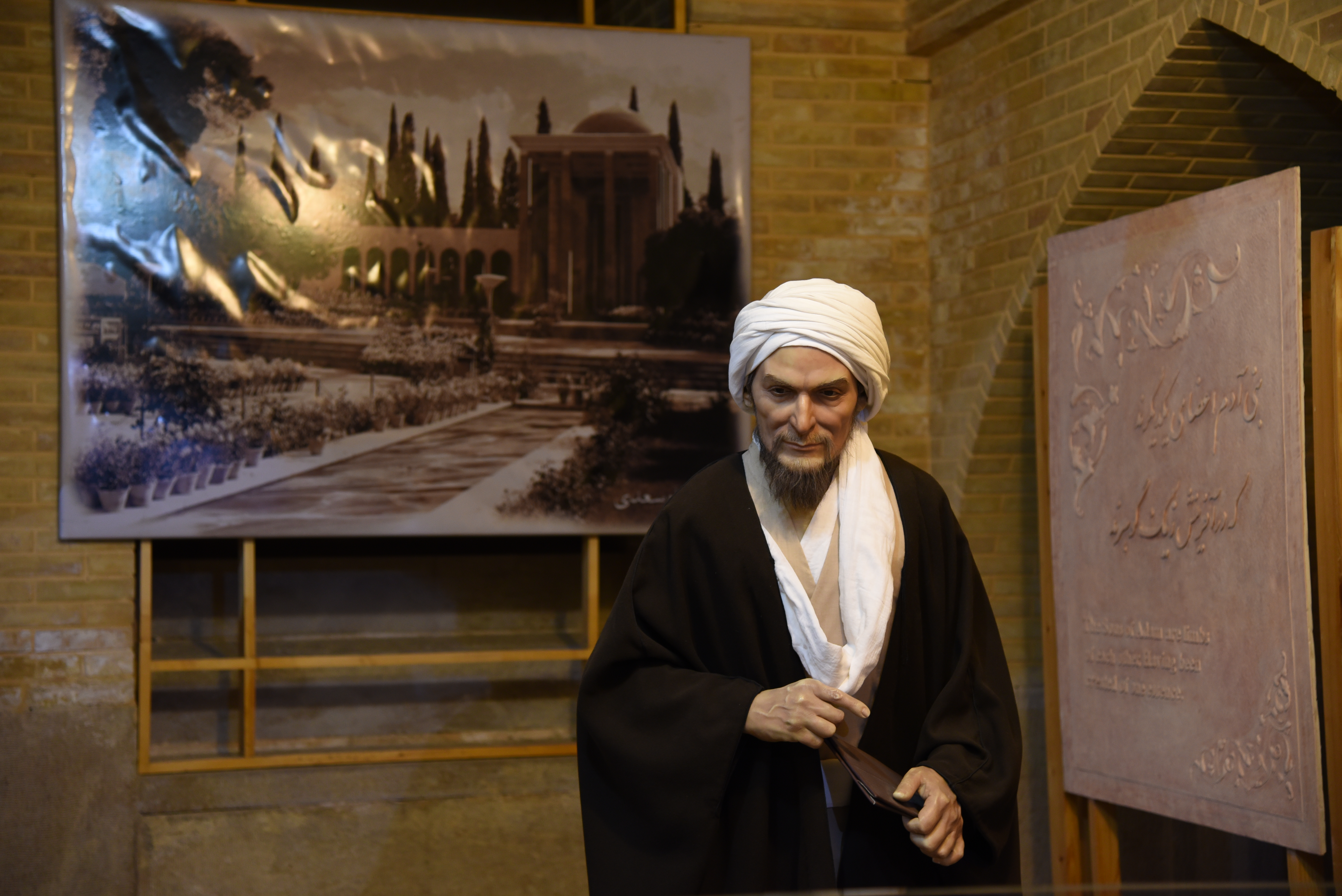